# Oscar E. Berninghaus
Oscar E. Berninghaus (ou Beringhaus), né le 2 octobre 1874 à Saint-Louis (Missouri) et mort en 1952, est un peintre et illustrateur américain.

## Biographie
Oscar Edmund Berninghaus naît le 2 octobre 1874 à Saint-Louis dans le Missouri. Il est le fils d'un lithographe. Il suit des cours du soir à la St Louis School of Fine Arts pendant trois trimestres et, en 1899, il est chargé de peindre les paysages et les habitants du Colorado et du Nouveau-Mexique pour le compte de la Denver and Rio Grande Railroad.
Il meurt en 1952.